# 德勒古謝尼鄉 (博托沙尼縣)
48°1′N 26°49′E / 48.017°N 26.817°E
德勒古謝尼鄉（羅馬尼亞語：Comuna Drăgușeni, Botoșani），是羅馬尼亞的鄉份，位於該國東北部，由博托沙尼縣負責管轄，面積59平方公里，海拔高度189米，2007年人口2,769，人口密度每平方公里47人。